# ابراهیم امینی
ابراهیم حاج امینی نجف‌آبادی (۹ تیر ۱۳۰۴ – ۵ اردیبهشت ۱۳۹۹) معروف به ابراهیم امینی، سیاستمدار، فقیهِ ایرانیِ شیعه، از اعضای مجمع تشخیص مصلحت نظام و عضو مجلس خبرگان رهبری از حوزه انتخابیه تهران بود.
امینی تا سال ۱۳۸۴ امام جمعه موقت شهر قم بود. وی قبلاً عضو جامعه مدرسین حوزه علمیه قم بود. اما به دلیل مسایل سیاسی از این جامعه کناره‌گیری کرد. او از دورهٔ اول تا سوم مجلس خبرگان رهبری، نمایندگی استان چهارمحال و بختیاری را برعهده داشت.

## زندگی
ابراهیم حاج امینی نجف آبادی در سال ۱۳۰۴ در نجف آباد اصفهان به دنیا آمد. تحصیلات ابتدایی را در نجف آباد به پایان رساند و در سال ۱۳۲۱ به حوزه علمیه اصفهان وارد شد و ادبیات عرب و کتب سطح، منطق، اصول و فقه را گذراند و در سال ۱۳۲۶ برای ادامه تحصیل به حوزه علمیه قم هجرت کرد. امینی از سیدحسین طباطبائی بروجردی، سیدمحمدتقی خوانساری،سیدمحمدحجت کوهکمری و سیدروح الله خمینی، فقه و اصول را فرا گرفت در فلسفه، اسفار ملاصدرا را نزد سیدمحمد حسین طباطبائی آموخت. همچنین در این مدت سابق دوستی با افرادی همچون آیات عظام: یدالله رحیمیان، ابوطالب مصطفائی، عباس ایزدی، نعمت الله صالحی و... را پیدا کرد.  
او که از سال ۱۳۴۲ اجازه حسبیه و شرعیه داشت،در ابتدای پیروزی انقلاب نیز دو حکم از سید روح‌الله خمینی دریافت کرد.

## درگذشت
ابراهیم امینی در ۵ اردیبهشت ۱۳۹۹ پس از یک دوره بیماری در قم درگذشت. پیکر او دو روز بعد در تاریخ ۷ اردیبهشت بدون برگزاری مراسم عمومی و حضور مردم به دلیل دنیاگیری کروناویروس در ایران در مسجد بالاسر حرم حضرت معصومه به خاک سپرده شد.

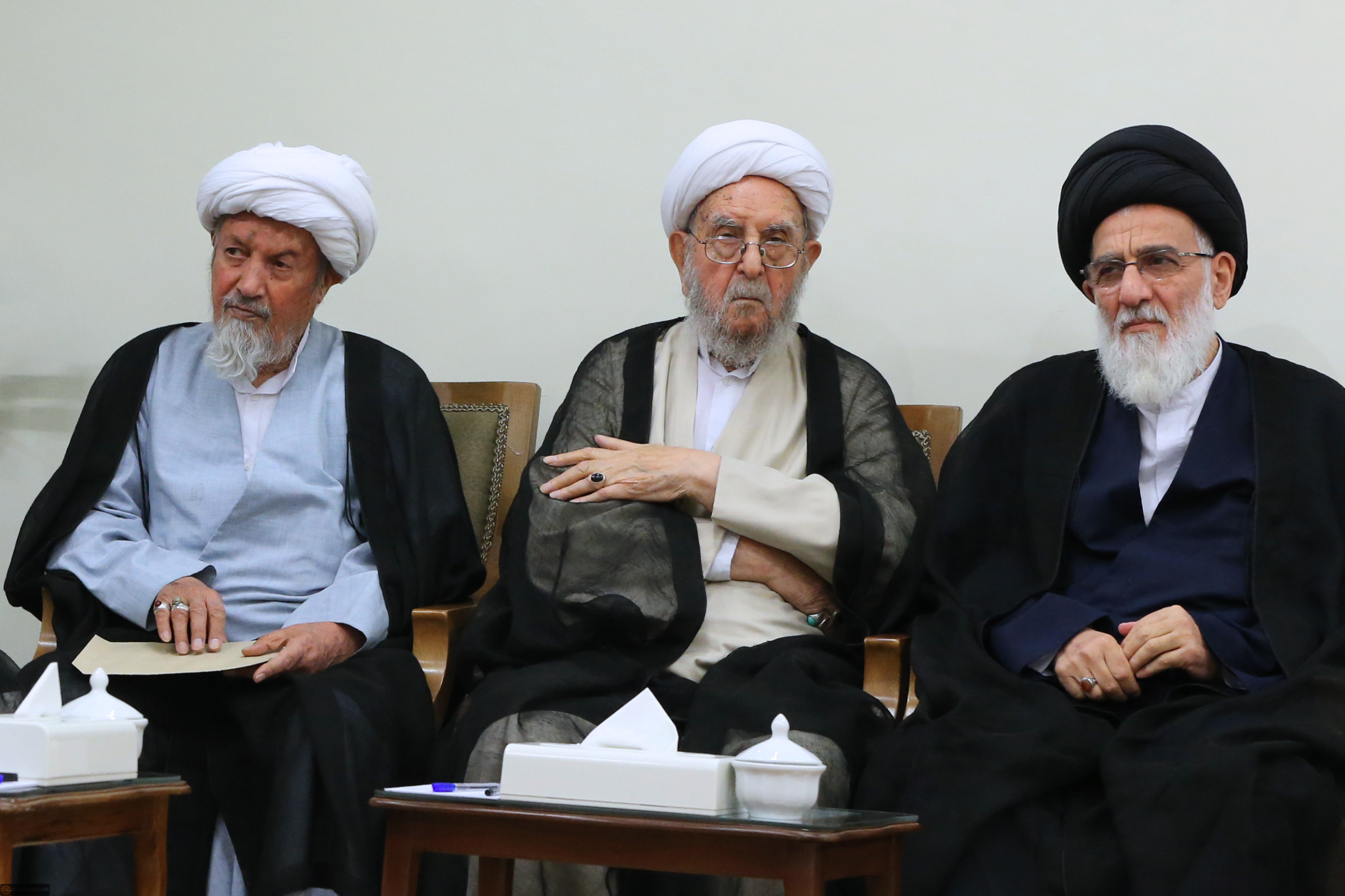
ابراهیم امینی در کنار سید محمود هاشمی شاهرودی و محمد مومن در دیدار اعضای مجلس خبرگان رهبری با سید علی خامنه ای در سال ۱۳۹۶

## آثار
- خداشناسی؛
- وحی در ادیان آسمانی؛
- آشنایی با اسلام:
- پیامبری و پیامبر اسلام:
- بررسی مسائل کلی امامت؛
- امامت و امامان:
- مرجعیت اهل بیت؛
- الگوهای فضیلت؛
- دادگستر جهان؛
- معاد در قرآن؛
- نماز نور چشم پیامبر اعظم علیه و آله:
- مهمترین واجبات فراموش شده؛
- اسلام و تعلیم و تربیت؛
- اسلام و تمدن غرب؛
- تربیت؛
- خودسازی (تزکیه و تهذیب نفس)؛
- بانوی نمونه اسلام: فاطمه زهرا؛
- همه باید بدانند؛
- آشنایی با وظایف و حقوق زن؛
- همسرداری؛
- جوان و همسر گزینی؛
- ازدواج، موانع و راه حل‌ها؛
- تعلیمات دینی دورهٔ ابتدایی و راهنمایی تحصیلی؛
- در کنفرانس ها؛[۸]